# Coscinia lugens
Coscinia lugens är en fjärilsart som beskrevs av Charles Oberthür 1912. Coscinia lugens ingår i släktet Coscinia och familjen björnspinnare. Inga underarter finns listade i Catalogue of Life.